# 심포닉 메탈

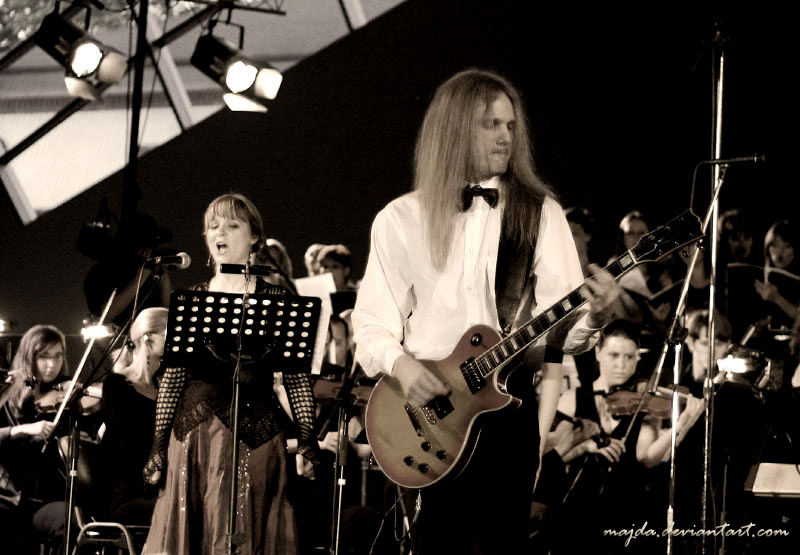

심포닉 메탈(영어: Symphonic Metal)은 오케스트라와 합창단과 앙상블을 축으로 한 사운드가 심포니를 상기하게 해서 이렇게 불리는, 헤비메탈에서 파생된 음악 분야 일종이다. 리드 보컬로 오페라를 연상하게 하는 성악다운 기교를 도입한 것은 특히 오페라 틱 메탈 (오페라 메탈)이라고도 불린다. 교향곡과 오페라의 형식을 필히 모방하지는 않는다.
락이나 메탈이 발전하는 과정에서 오케스트라와의 협연은 " 딥 퍼플 앤 로열 필 하모닉 오케스트라 "( 딥 퍼플 , 1970년)을 비롯하여 다양히 시도해 왔다. 그 프로그레시브 록과 네오 클래시컬 메탈로 고전음악과의 크로스 오버는 고급화하고 이윽고 " Yeah! Yeah! Die! Die! Death Metal Symphony in Deep C "( 와루타리 1996년) 등을 거쳐 심포닉 메탈도 그 흐름 중 하나가 왔다.
이 분야가 등장한 초기에는 신디사이저와 샘플러를 오케스트라로 사운드를 구축하던 밴드가 많았지만, 인기가 높아지면서 풀 오케스트라를 사용하는 밴드가 연주하고 블랙 메탈의 하위 분야로 심포닉 블랙 메탈이 있다.

## 음악과 그 역사
심포닉 메탈의 '빅뱅'은 1997년에 있었다고 해도 과언이 아니다. 처음에는 세리온(Therion)이 이 분야에 공헌하였다고 알려져 있다. 데스 메탈에서 고딕 메탈로 기울던 음악성에 실제 오케스트라를 도입한 결과 이 성공 앨범 'Theli'(1997년)에 의해 심포닉 메탈을 세상에 알렸다. 이 조류를 타고 오른 것이 마찬가지로 1997년에 데뷔한 위딘 템테이션(Within Temptation)과 나이트위시(Nightwish)이다. 위딘 템테이션은 우선 데스 메탈에 기초한 고딕 메탈계의 사운드로 데뷔. 샤론 덴 아델의 가련한 목소리를 내세운 곡 완급 숙련 신디사이저와 생 오케스트라에 의거한 오케스트레이션에서 큰 인기를 얻는다. 나이트위시는 당시 조류였던 헤비니스와 멜로딕 파워 메탈을 결합한 사운드에 중후한 신디사이저의 오케스트라를 거듭해 더 고전다운 오페라풍 노래를 싣는 독특한 사운드로 인기를 얻고 2002년 Century Child 앨범에서 본격적으로 오케스트라를 도입하면서 마침내 밀리언 셀러가 되기에 이르렀다. 그리고 마찬가지로 1997년에 "할리우드 메탈"을 표방하는 랩소디가 나타났다. 신디사이저, 실제 클래식 악기 세션 동원, 후에 오케스트라를 대규모로 도입하면서 독자적인 심포닉 파워 메탈을 형성했으며 후일 자신들의 장르를 영화적인 면모를 지향한다 하여 필름 스코어 메탈(Film Score Metal)이라 일컫는다. 이런 흐름을 타고 추종자도 속속 등장하고 신디사이저와 오케스트라의 사운드를 헤비메탈의 리듬에 싣는 심포닉 메탈의 파도는 지금 유럽을 중심으로 일대 유행이 된다.

## 대한민국의 심포닉 메탈 음악
- 〈Lazenca, save Us〉 (N.EX.T)